# Estheria lacteipennis
Estheria lacteipennis là một loài ruồi trong họ Tachinidae.